# Buk zamilovaných
Buk zamilovaných byl památný strom buk lesní (Fagus sylvatica) v Karlových Varech. Rostl v lázeňských lesích při levé straně cesty od Myslivny k výletní restauraci Jelení skok, nedaleko této restaurace. Obvod jeho kmene měřil 383 cm, koruna sahala do výšky 28 m (měření 2014).
Od roku 2012 byl strom chráněn pro svůj významný vzrůst a jako strom s pověstí. Na základě upozornění Lázeňských lesů Karlovy Vary na nebezpečí pádu suchých větví z památného stromu rozhodla AOPK, regionální pracoviště Správa chráněné krajinné oblasti Slavkovský les o zrušení ochrany. Ochrana byla zrušena 2. února 2021.

## Legenda o Kristýně

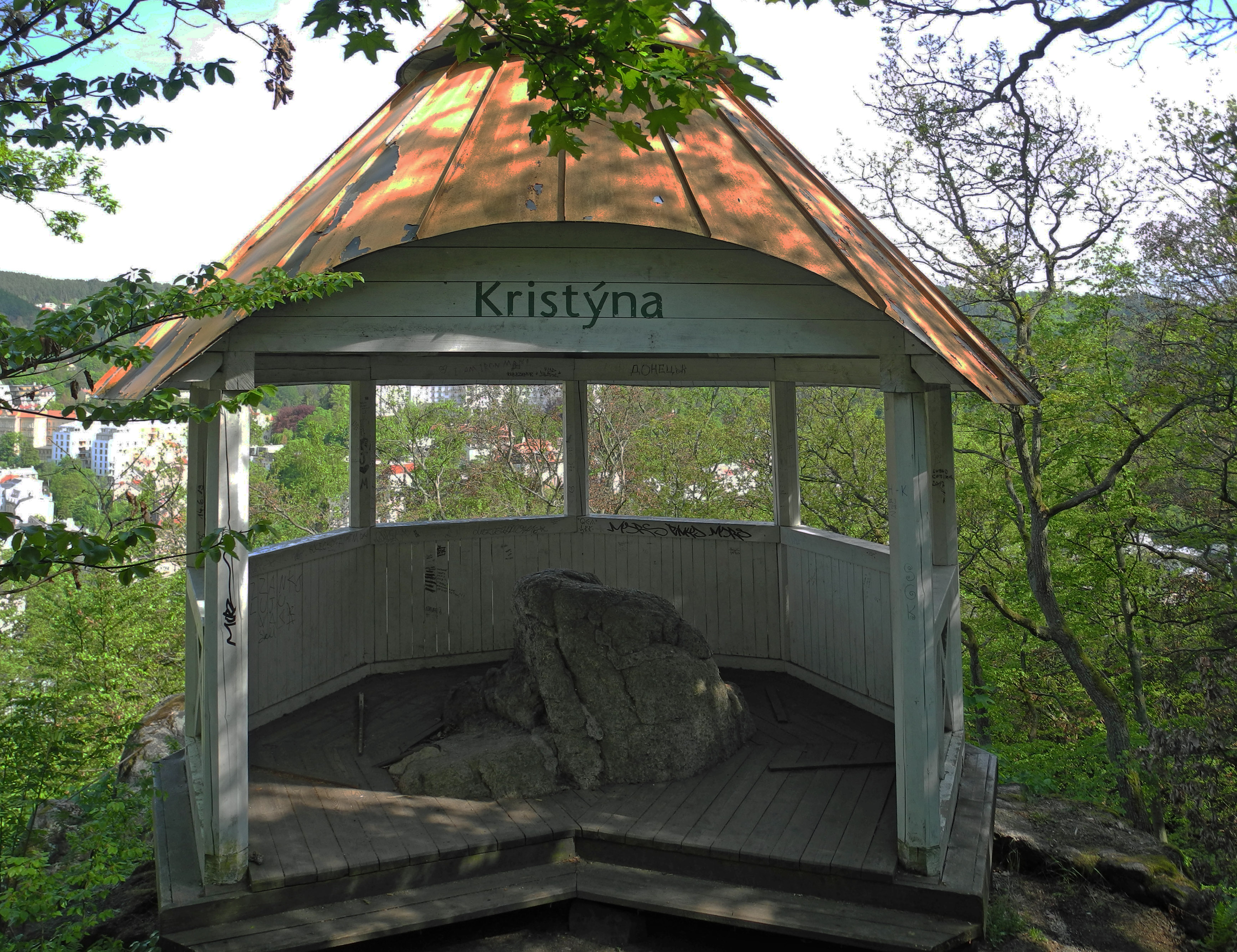
Vyhlídkový altán Kristýna

Ke stromu se váže pověst o krásné Kristýně. Kdysi dávno se mladý loupeživý rytíř zatoulal na výšinu Jelení skok. Nejspíš zde hledal, kam ukrýt svůj lup. Náhodně narazil na mladou dívku, kterou začal pronásledovat. Jak dívka prchala, ocitla se na srázu, kterým končí skály. Než aby se podvolila loupežníkovi, raději se vrhla ze skály do úzké skalní štěrbiny. Její milý a lidé z města ji dlouho hledali, ale jakoby se propadla do země. Poblíž neštěstí nakonec zasadili strom. Chlapec navždy odešel z města, ovšem i v cizině na svoji milou stále vzpomínal. Uplynula staletí a milenci se nakonec potkali a vrátili do skal Jeleního skoku. Jejich láska byla tak silná, že od té doby sídlí duše dívky ve skalní jehle, kde dříve kvetly plané růže. Dnes stojí u skály vyhlídkový altán Kristýna. Chlapcova duše pak sídlí ve starém a mohutném Buku zamilovaných a dávní zamilovaní si prý posílají vzkazy po poletujících ptáčcích. Místo má zvláštní kouzlo a traduje se, že se u skály vyhlídkového altánu dějí zázraky. Pokud zde žena potichu vysloví své tajné přání a skálu pohladí, bude brzy šťastná a nejpozději do roka se jí vyplní nějaké velké přání.
Pojmenování Buk zamilovaných podle pověsti o Kristýně dostal strom již dříve, a to 14. října 2004. Ve stejný den se zároveň slavnostně otvíral vyhlídkový altán Kristýna.

## Stromy v okolí
- Duby u Richmondu
- Buky hraběte Chotka
- Sadový platan
- Dvořákův platan